# Gajing
Gajing is een bestuurslaag in het regentschap Simalungun van de provincie Noord-Sumatra, Indonesië. Gajing telt 1828 inwoners (volkstelling 2010).